# 버러녀주

버러녀주의 위치

버러녀주(헝가리어: Baranya megye)는 헝가리 남부에 위치한 주로 주도는 페치이며 면적은 4,430km2, 인구는 396,600명, 인구 밀도는 90명/km2이다. 1개 도시주(페치)와 10개 구(보이구, 헤지하트구, 콤로구, 모하치구, 페치구, 페치바러드구, 셰예구, 시클로시구, 센틀뢰린츠구, 시게트바르구), 13개 시, 287개 마을을 관할한다.
남쪽으로는 크로아티아와 국경을 접하며 서쪽으로는 쇼모지주, 북쪽으로는 톨너주, 동쪽으로는 바치키슈쿤주와 접한다. 주 남쪽은 드라바강, 주 동쪽은 다뉴브강과 경계를 이룬다.

주기
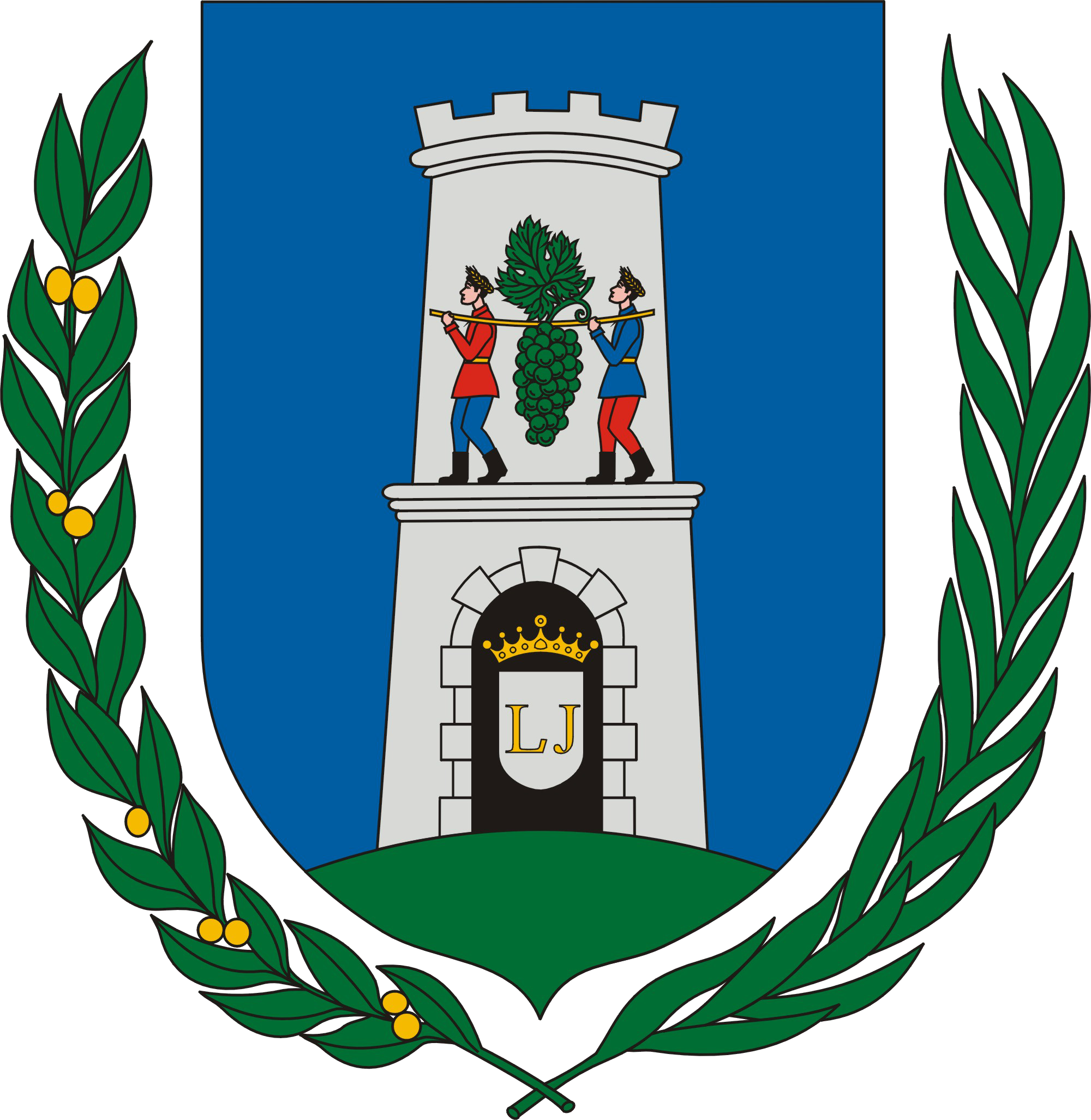
주 문장

## 인구
| 연도                                       | 인구    | ±%     |
| ------------------------------------------ | ------- | ------ |
| 1870                                       | 265,069 | —      |
| 1880                                       | 273,615 | +3.2%  |
| 1890                                       | 299,901 | +9.6%  |
| 1900                                       | 313,174 | +4.4%  |
| 1910                                       | 328,902 | +5.0%  |
| 1920                                       | 313,469 | −4.7%  |
| 1930                                       | 337,698 | +7.7%  |
| 1941                                       | 353,426 | +4.7%  |
| 1949                                       | 356,533 | +0.9%  |
| 1960                                       | 395,342 | +10.9% |
| 1970                                       | 421,765 | +6.7%  |
| 1980                                       | 432,617 | +2.6%  |
| 1990                                       | 417,400 | −3.5%  |
| 2001                                       | 407,448 | −2.4%  |
| 2011                                       | 386,441 | −5.2%  |
| 2019                                       | 360,704 | −6.7%  |
| 출처: Hungarian Central Statistical Office |         |        |